# Soświca
Soświca – zalesione wzgórze o wysokości 314 m n.p.m. Znajduje się na Garbie Tenczyńskim w  miejscowości Okleśna w województwie małopolskim. Północno-wschodni brzeg wraz z zabudowaniami nosi nazwę Pod Soświcą.